# Gynoxys
Gynoxys är ett släkte av korgblommiga växter. Gynoxys ingår i familjen korgblommiga växter.

## Dottertaxa tillGynoxys, i alfabetisk ordning[1]
- Gynoxys acostae
- Gynoxys albifluminis
- Gynoxys albivestita
- Gynoxys apollinaris
- Gynoxys arnicae
- Gynoxys asterotricha
- Gynoxys azuayensis
- Gynoxys baccharoides
- Gynoxys boliviana
- Gynoxys bracteolata
- Gynoxys buxifolia
- Gynoxys callacallana
- Gynoxys calyculisolvens
- Gynoxys campii
- Gynoxys capituliparva
- Gynoxys caracensis
- Gynoxys cerrateana
- Gynoxys chagalensis
- Gynoxys chimborazensis
- Gynoxys chingualensis
- Gynoxys cochabambensis
- Gynoxys colanensis
- Gynoxys columbiana
- Gynoxys compressissima
- Gynoxys congestiflora
- Gynoxys corazonensis
- Gynoxys costihirsuta
- Gynoxys cruzensis
- Gynoxys cuatrecasasii
- Gynoxys cuicochensis
- Gynoxys cumingii
- Gynoxys cusilluyocana
- Gynoxys cutervensis
- Gynoxys cuzcoensis
- Gynoxys cygnata
- Gynoxys dielsiana
- Gynoxys dilloniana
- Gynoxys fabrisii
- Gynoxys fallax
- Gynoxys ferreyrae
- Gynoxys flexopedes
- Gynoxys florulenta
- Gynoxys foliosa
- Gynoxys frontinoensis
- Gynoxys fuliginosa
- Gynoxys glabriuscula
- Gynoxys hallii
- Gynoxys henrici
- Gynoxys hirsuta
- Gynoxys hirsutissima
- Gynoxys hoffmannii
- Gynoxys huasahuasis
- Gynoxys hutchisonii
- Gynoxys hypoleucophylla
- Gynoxys hypomalaca
- Gynoxys ignaciana
- Gynoxys ilicifolia
- Gynoxys incana
- Gynoxys induta
- Gynoxys infralanata
- Gynoxys jaramilloi
- Gynoxys jelskii
- Gynoxys laurata
- Gynoxys laurifolia
- Gynoxys lehmannii
- Gynoxys leiotheca
- Gynoxys littlei
- Gynoxys longifolia
- Gynoxys lopezii
- Gynoxys macfrancisci
- Gynoxys macrophylla
- Gynoxys malcabalensis
- Gynoxys mandonii
- Gynoxys marcapatana
- Gynoxys megacephala
- Gynoxys meridana
- Gynoxys metcalfii
- Gynoxys miniphylla
- Gynoxys monzonensis
- Gynoxys moritziana
- Gynoxys multibracteifera
- Gynoxys myrtoides
- Gynoxys neovelutina
- Gynoxys nervosa
- Gynoxys nitida
- Gynoxys oleifolia
- Gynoxys pachyphylla
- Gynoxys paramuna
- Gynoxys parvifolia
- Gynoxys pendula
- Gynoxys perbracteata
- Gynoxys perbracteosa
- Gynoxys pillahuatensis
- Gynoxys poggeana
- Gynoxys psilophylla
- Gynoxys pulchella
- Gynoxys puracensis
- Gynoxys reinaldii
- Gynoxys rimbachii
- Gynoxys rugulosa
- Gynoxys rusbyi
- Gynoxys sancti-antonii
- Gynoxys seleriana
- Gynoxys sodiroi
- Gynoxys sorataensis
- Gynoxys soukupii
- Gynoxys stuebelii
- Gynoxys subamplectens
- Gynoxys subcinerea
- Gynoxys subhirsuta
- Gynoxys szyszylowiczii
- Gynoxys tablaensis
- Gynoxys tetroici
- Gynoxys tolimensis
- Gynoxys tomentosissima
- Gynoxys trianae
- Gynoxys vacana
- Gynoxys validifolia
- Gynoxys weberbaueri
- Gynoxys venulosa
- Gynoxys verrucosa
- Gynoxys violacea
- Gynoxys visoensis
- Gynoxys yananoensis